# Laura Schiavone
Laura Schiavone (Nápoles, 13 de octubre de 1986) es una deportista italiana que compitió en remo. Ganó cuatro medallas en el Campeonato Europeo de Remo entre los años 2009 y 2013.

## Palmarés internacional
| Campeonato Europeo | Campeonato Europeo          | Campeonato Europeo | Campeonato Europeo |
| Año                | Lugar                       | Medalla            | Prueba             |
| ------------------ | --------------------------- | ------------------ | ------------------ |
| 2009               | Brest (Bielorrusia)         | Medalla de oro     | Doble scull        |
| 2009               | Brest (Bielorrusia)         | Medalla de plata   | Cuatro scull       |
| 2010               | Montemor-o-Velho (Portugal) | Medalla de bronce  | Doble scull        |
| 2013               | Sevilla (España)            | Medalla de bronce  | Cuatro scull       |